# Colmado La Montaña

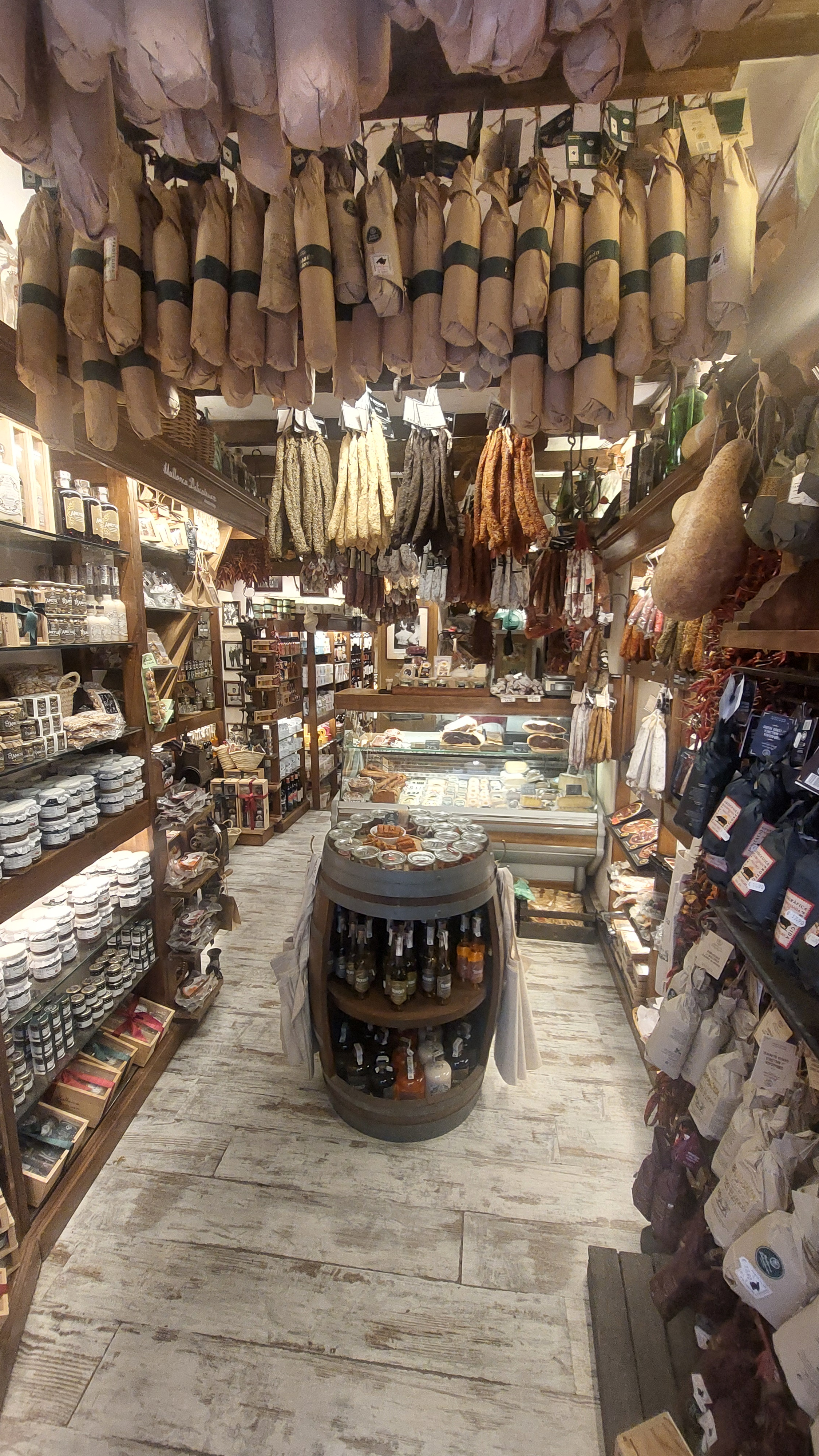
Interior del colmado La Montaña

Colmado La Montaña és un establiment comercial de Palma. Inicialment, el negoci funcionava com a xarcuteria. Fundat per Francisco Miralles, ha passat per diverses etapes i propietaris. Isabel Miralles el va traspassar a Mateu Fiol, i posteriorment va passar a Mateu Pons. Amb l’arribada del turisme, el perfil dels clients va canviar, predominant els compradors estrangers. L’espai, ubicat en un edifici construït el 1900, conserva el seu aspecte original. El colmado ofereix sobrassada de porc negre mallorquí i altres embotits i productes tradicionals de l’illa. L’Ajuntament de Palma l’ha inscrit en el Catàleg d’establiments emblemàtics, dins la categoria 1A, reconeixent-ne la trajectòria i el paper dins el teixit comercial de la ciutat.